# Лісківка
Ліскі́вка — село в Україні, у Любецькій селищній громаді Чернігівського району Чернігівської області. Населення становить 27 осіб. До 2020 орган місцевого самоврядування — Губицька сільська рада.

## Історія
Із 80-х років 20 ст. село вимирає. Процеси деградації і занепаду прискорилися у 90-ті роки. В селі практично відсутні діти, жителі за змоги покидають село. Більшість хат покинуті.
12 червня 2020 року, відповідно до розпорядження Кабінету Міністрів України № 730-р «Про визначення адміністративних центрів та затвердження територій територіальних громад Чернігівської області», увійшло до складу Любецької селищної громади.
19 липня 2020 року, в результаті адміністративно - територіальної реформи та ліквідації Ріпкинського району, село увійшло до складу Чернігівського району Чернігівської області.

## Інфраструктура
Українські мобільні мережі не працюють, натомість працюють білоруські мережі в роумінгу. Телебачення та радіо теж білоруське. Кілька разів на тиждень приїздить автомагазин та Укрпошта (значно рідше).

## Галерея

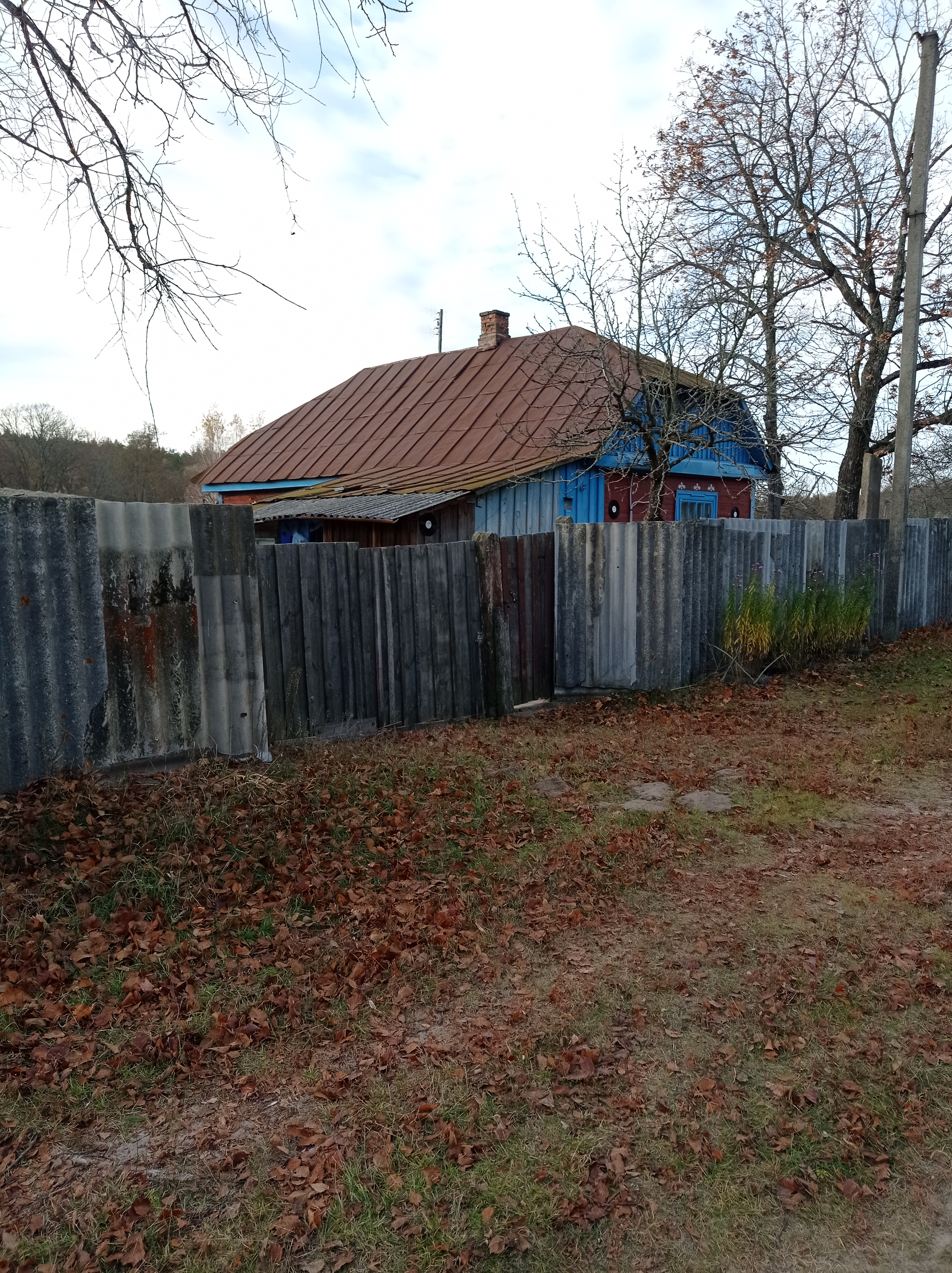
Одна з хат
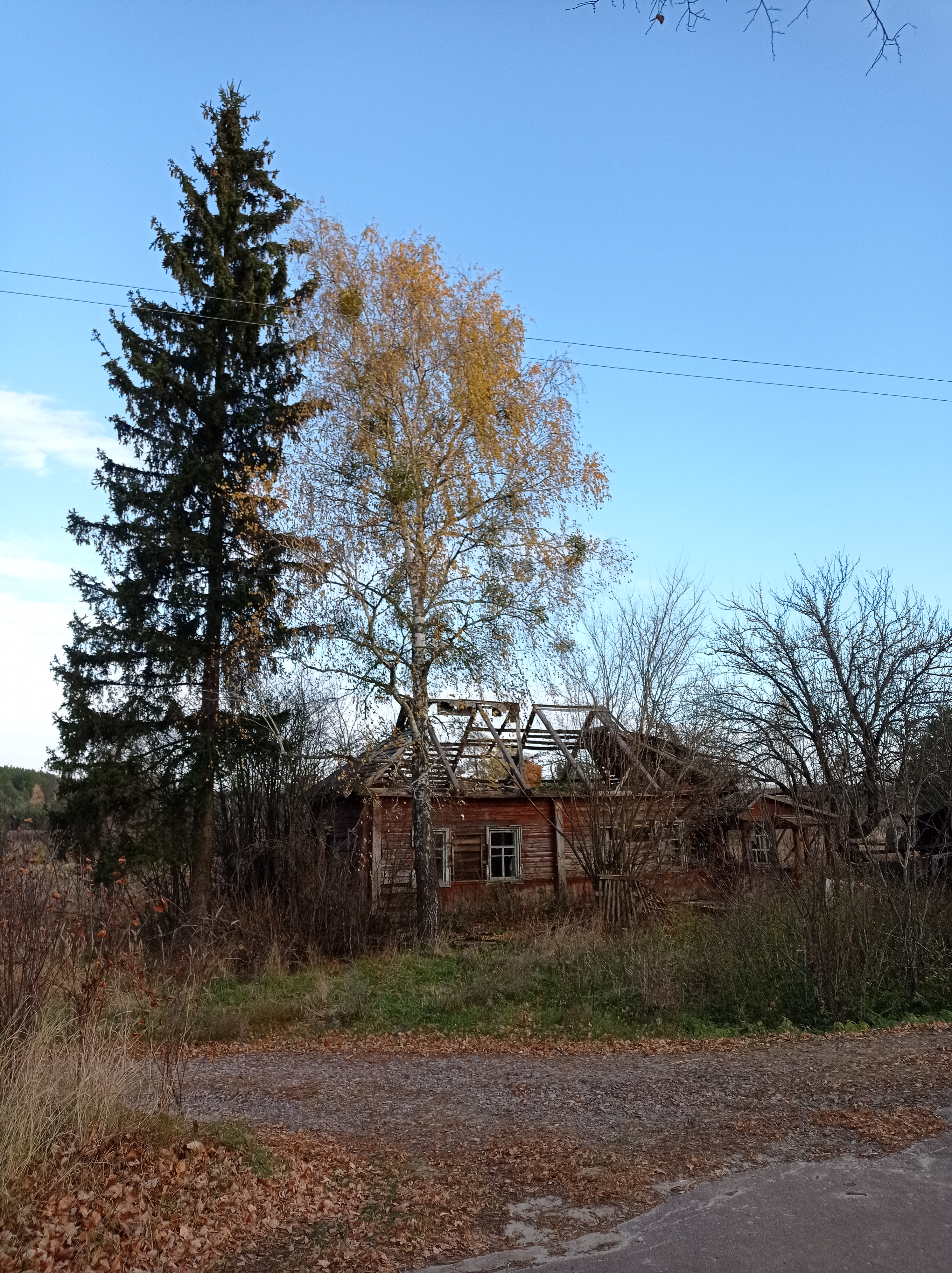
Покинута хата
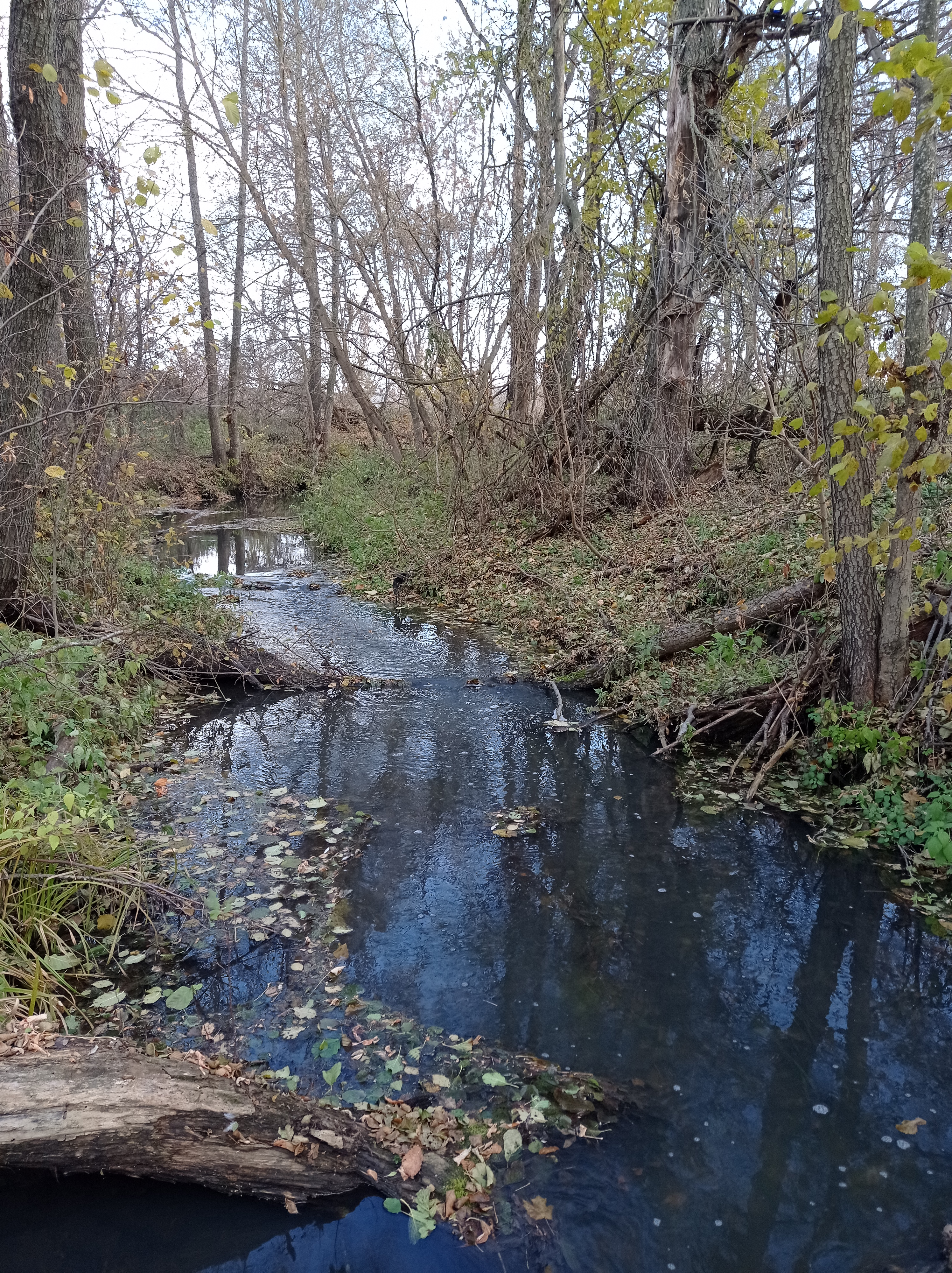
Річка Борздна
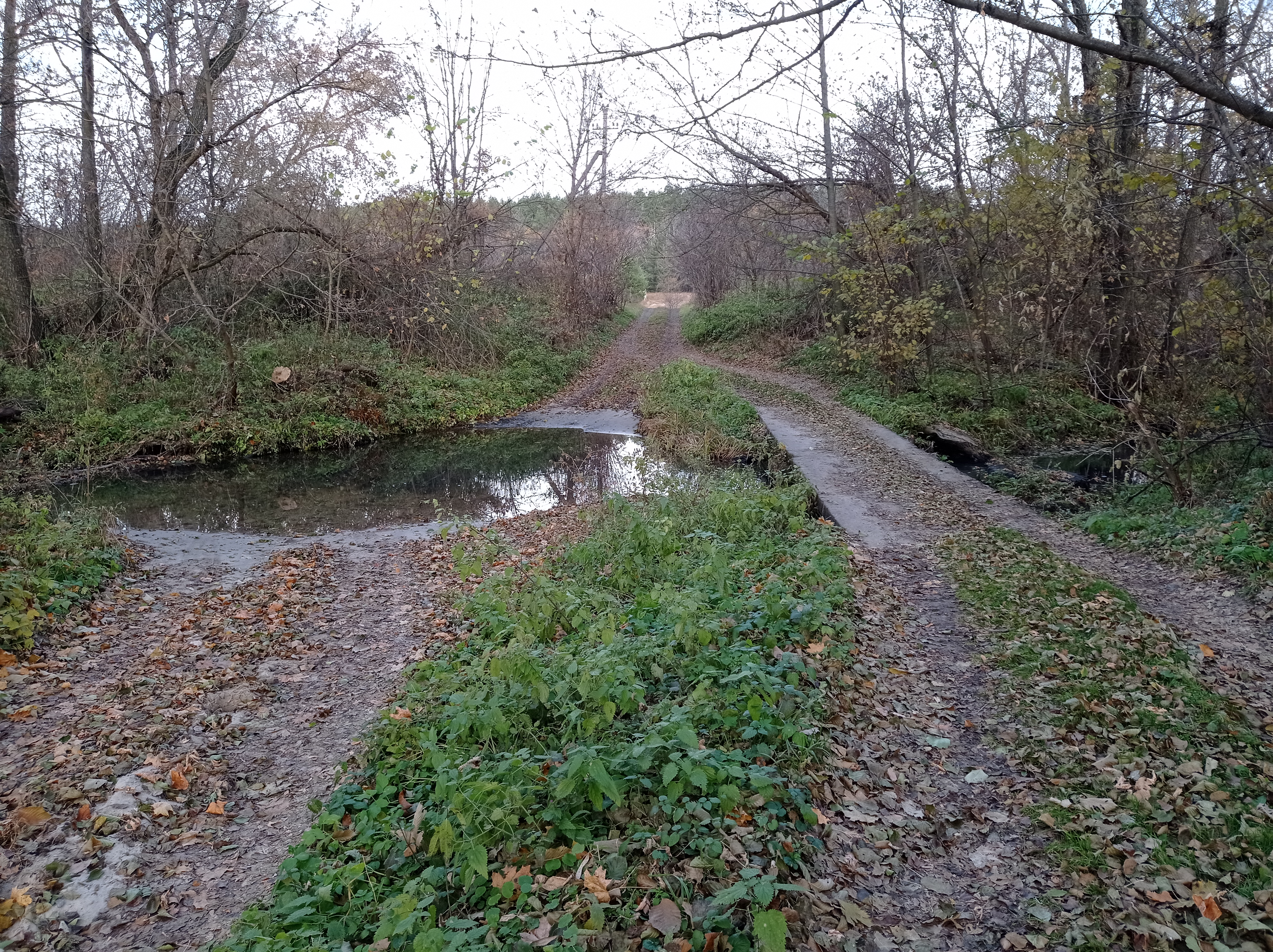
Місточок через річку Борздна
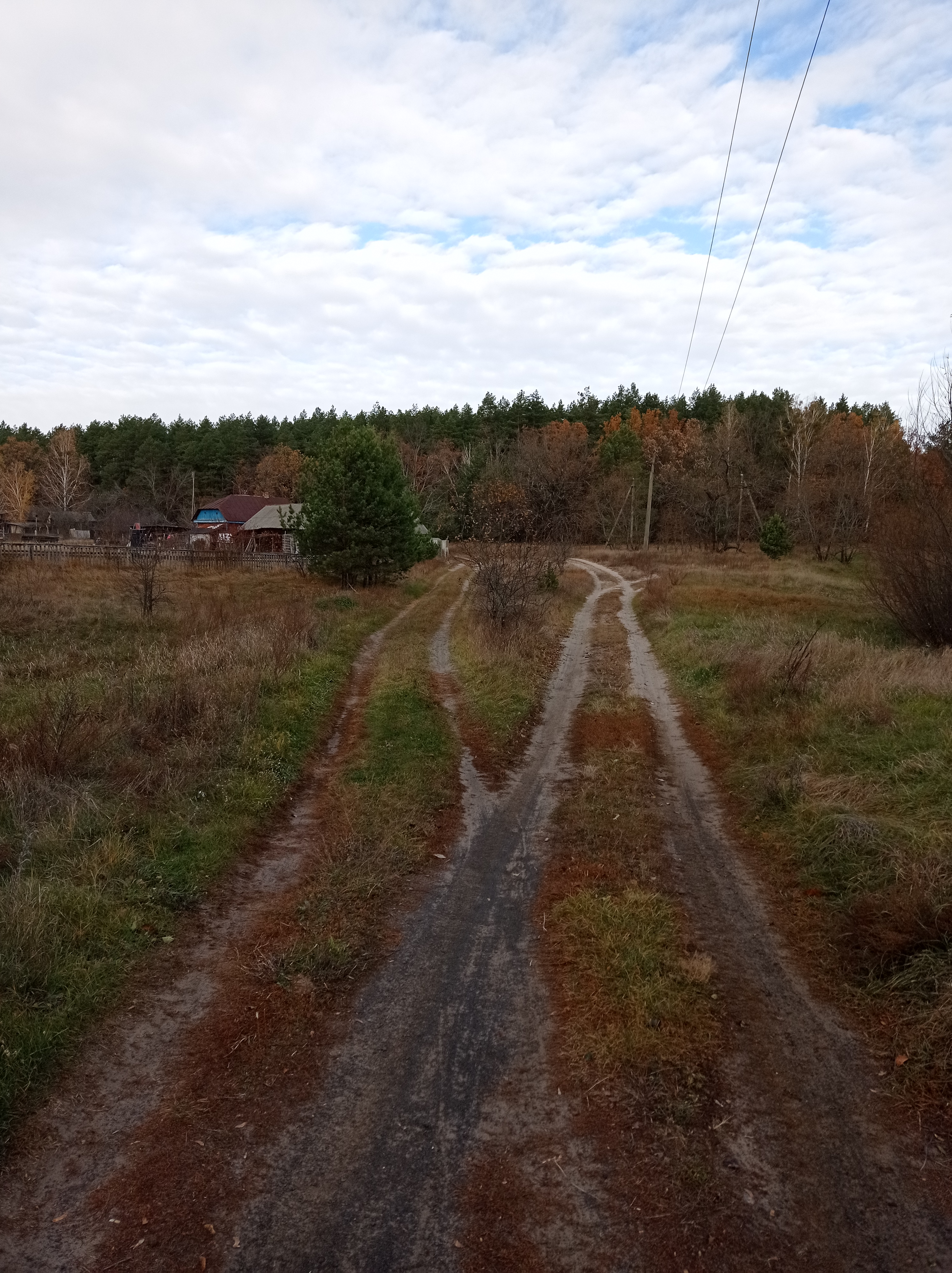
Грунтова дорога
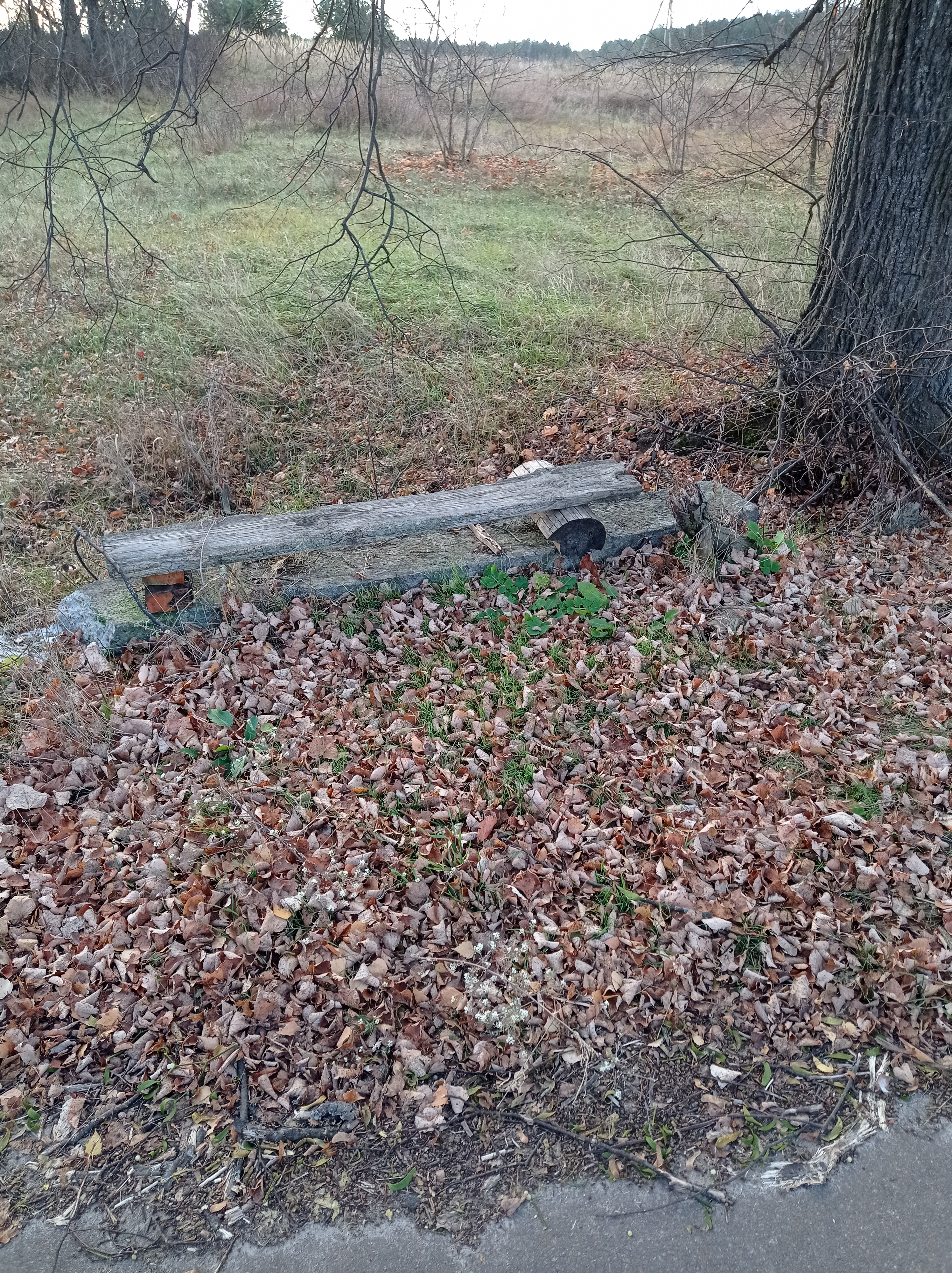
Лавочка при в'їзді до села